# Банска-Бистрица
Ба́нска-Би́стрица (словац. Banská Bystrica, венг. Besztercebánya, нем. Neusohl) — город в центральной Словакии, центр Банскобистрицкого края и Банскобистрицкого района (окреса), лежит в Зволенской котловине. Население города составляет около 73 тыс. человек.

## История
Банска-Бистрица была поначалу небольшой словацкой деревней. В XIII веке сюда переселилось несколько десятков семей немецких колонистов, поселение стало быстро расти и в 1255 году венгерский король Бела IV даровал поселению городские права. В Средние века Банска-Бистрица была важным промышленным и торговым центром Венгерского королевства.
В августе 1944 года город стал центром Словацкого национального восстания против немецких оккупантов. В Банска-Бистрице был штаб восстания. При подавлении восстания город был вновь взят немецкими войсками. Банска-Быстрица освобождена советскими войсками 2-го Украинского фронта 25 марта 1945 года в ходе Банска-Быстрицкой наступательной операции.
Сейчас Банска-Бистрица — неофициальная столица Центральной Словакии.
В 1992 году в городе открылся Университет Матея Бела.

## Население
| Год:                | 1994   | 2004    | 2014    | 2024    |
| ------------------- | ------ | ------- | ------- | ------- |
| Количество человек: | 84 741 | 81 704  | 79 027  | 73 533  |
| Разница:            |        | −3,58 % | −3,27 % | −6,95 % |

## Награды
- Крест Президента Словацкой Республики II степени[вд] (30 августа 2003 года)[3].